# Fiat 618
Der Fiat 618 war ein italienischer Leichtlastwagen, der von Fiat V.I. hergestellt wurde.

## Entwicklungsgeschichte

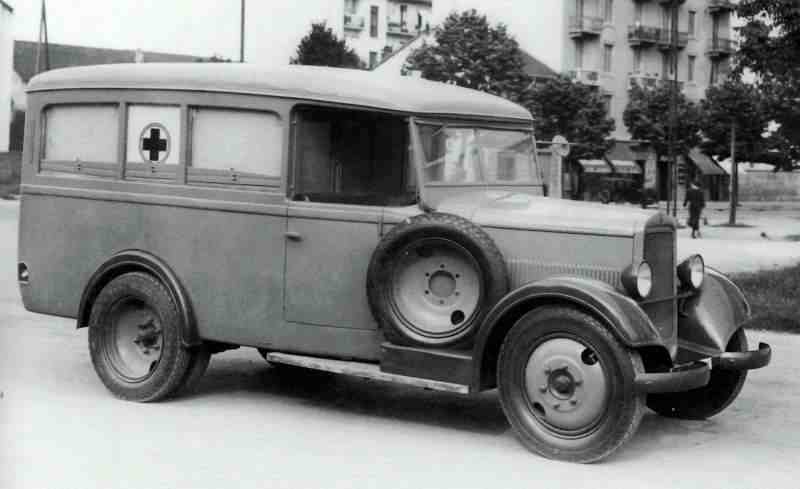
Fiat 618C, Krankenwagen

Das Fahrzeug wurde von 1934 bis 1937 hergestellt und konnte nicht an den enormen Erfolg seines Vorgängers, des Fiat 621, heranreichen. Der Wagen hat einen Leiterrahmen mit Starrachsen vorn und hinten; es werden die Hinterräder angetrieben. Der Motor stammt vom Fiat 518 Ardita.
Der Fiat 618 wurde in zahlreichen Versionen für den zivilen Markt hergestellt, unter anderem ab 1936 als mobiles Kino „Viberti Fiat 618 Cinemobile“. Es wurde in einigen Exemplaren für das Istituto Luce hergestellt und war mit einem „Balilla“-Schallapparat von 1935 und einer Sonderversion des 35-mm-Kinoprojektors „Victoria 5“ der Mailänder Cinemeccanica ausgestattet. Auf dem gleichen Fahrgestell wurden auch Löschfahrzeuge für die Feuerwehr aufgebaut, beispielsweise von der Karosseriewerkstatt Bergomi. Die Militärversion des Fahrzeugs ging 1935 in Produktion und diente bis zum Zweiten Weltkrieg. Wie der Fiat 621 wurde auch der 618 in Polen von Polski Fiat als PF 618 Grom in Lizenz hergestellt.

## Militärversion
Der Fiat 618 Coloniale oder einfach Fiat 618C ist die Militärversion des Lastwagens. Es wurde 1935 im Hinblick auf den Äthiopienkrieg in Produktion genommen und sowohl an der Nordfront als auch an der Somali-Front mit mehr als 1300 Einheiten eingesetzt. In diesem Zusammenhang traten Probleme der Motorüberhitzung auf, die von Fiat zwar behoben wurden, doch während der Trainingsmanöver 1938 im italienischen Libyen wurde klar, dass das Übersetzungsverhältnis des Getriebes zu lang war, sodass der Wagen letztlich für den Kolonialeinsatz als ungeeignet eingestuft wurde. Andererseits wurde er während des Spanischen Bürgerkriegs beim Freiwilligenkorps in mehr als 2000 Fahrzeugen erfolgreich eingesetzt. In diesem Einsatzgebiet wurde das Fahrzeug, neben Truppen- und Materialtransport, auch als Zugmaschine für das dazugehörige Geschütz 65/17 Mod. 1908/1913 und die deutsche 3,7-cm-Panzerabwehrkanone PaK 36 genutzt. Weiters wurde auf dem Fahrgestell auch eine Flugabwehrkanone auf Basis eines St.-Étienne-Maschinengewehrs erprobt; einige Fiat-618-Zugmaschinen wurden auch zu Bergefahrzeugen umgebaut. Ferner gab es eine Krankenwagenversion und die 16-Sitzer-Busversion für den Personentransport.